# Starbuck (Waszyngton)
Starbuck – miasto w Stanach Zjednoczonych, w stanie Waszyngton, w hrabstwie Columbia.